# Masacre de Talheim
La masacre de Talheim, fue una masacre ocurrida durante el Neolítico (cultura de la cerámica de bandas) hacia el 5100 a. C., en el territorio de la actual localidad de Talheim en Heilbronn (Baden-Wurtemberg) en la que 34 personas sufrieron una muerte violenta. El incidente fue conocido a través de los espectaculares restos óseos encontrados en 1983.

## Hallazgo

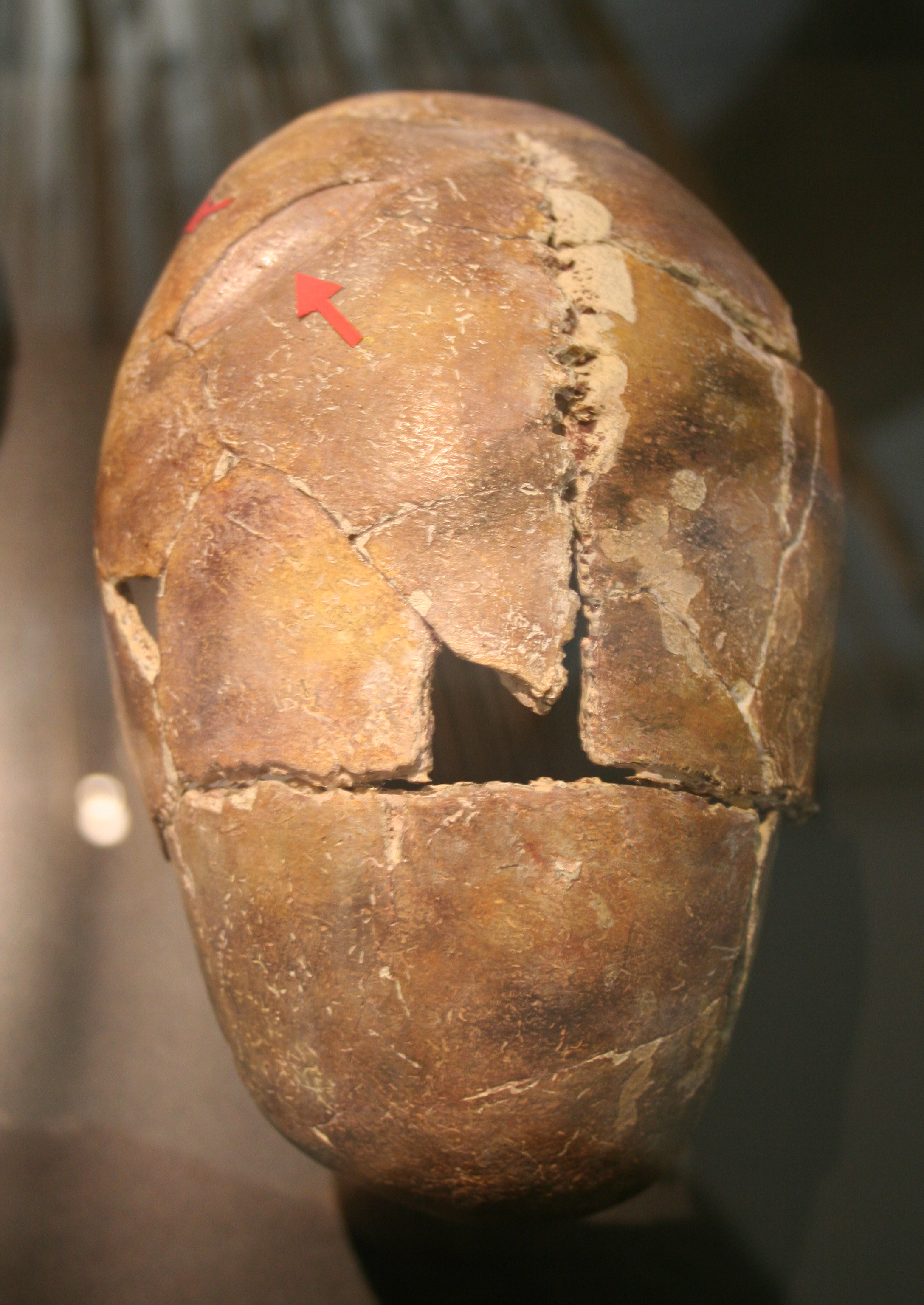
El cráneo de un hombre de unos 20 a 30 años asesinado en la Masacre de Talheim. Museo Nacional De Württemberg, Stuttgart

En marzo de 1983, el viticultor de Talheim Erhard Schoch, mientras trataba de colocar su almáciga algo más profunda, encontró en su campo huesos humanos y lo notificó a las autoridades. En una pequeña fosa de tres metros cuadrados, se encontraban esqueletos colocados de forma caótica, sin orden ni concierto, unos sobre otros, comprimidos durante 7000 años hasta unos doce centímetros. En total se hallaron los restos de 34 personas que habían fallecido de forma violenta; en concreto, se encontraron los esqueletos de nueve hombres, siete mujeres y dos adultos de sexo desconocido, todos de entre los 20 a los 60 años de edad, además de 16 niños y jóvenes de entre dos y 20 años. La mayoría de los esqueletos mostraban traumas craneales abiertos. Restos de cerámicas de bandas indican que la masacre ocurrió a principios del Neolítico.

## Interpretación
Fracturas de impacto sugieren que algunos individuos fueron asesinados con cuchillas de sílex, que son típicas de las hachas de la cultura de cerámica de bandas. También se encuentran indicios de flechazos, por lo que los hechos debieron ocurrir con buena visibilidad. Los huesos de Talheim fueron datados por radiocarbono hacia el 6107 ± 22 a. C. Dataciones dendrocronológicas calibradas con hallazgos de pozos de madera de Renania fecharon los acontecimientos hace 7100 años. En consecuencia, se datan los huesos a finales de la edad de la cultura de cerámica de bandas.
Debido a que varias de las fracturas craneales se encuentran en la parte trasera del cráneo, a la estructura de edades del grupo, así como por su enterramiento no ritual, se ha asumido que los autores de la masacre asaltaron a las víctimas por la mañana o en una emboscada y a continuación habían soterrado los cadáveres. Debido a que la mayoría de las lesiones está en la parte trasera del cráneo, no debió haber una reacción importante de las víctimas, que morirían unos mientras dormían y otros asaetados mientras huían.
La masacre de Talheim es señalada por Jens Lüning , como prueba de las tensiones sociales hacia el final de la época de la cultura de la cerámica de bandas.
Por medio del análisis de isótopos del esmalte dental se puede calificar a los muertos en tres grupos, de los que solamente uno era local. De ahí se puede deducir que, debido a que la mayoría de los huesos del grupo local son masculinos, se podría haber tratado de un robo de mujeres neolítico. Investigadores en torno a Alexander Bentley, de la Universidad de Durham, y Joachim Wahl, del Landesamt für Denkmalpflege en Constanza, sospechan que "la vida de las mujeres [autóctonas] presentes en la masacre fue respetada y posteriormente fueron secuestradas. La razón de que otras personas se hallasen en el lugar de la carnicería sigue sin estar claro. En cualquier caso, los agresores no se apiadaron de las mujeres pertenecientes a los otros dos grupos: también fueron asesinadas." Otro indicio es la falta de restos de menores de dos años, que también solían ser secuestrados y criados en el grupo asaltante.

## Exposición
La masacre de Talheim fue objeto de una exposición en otoño/invierno de 2007/2008 titulada Tatort Talheim, en español, "escenario del crimen, Talheim", en el museo de arqueología perteneciente a los museos locales de Heilbronn. La exposición pudo verse además del 16 de febrero hasta el 22 de junio de 2008 en el Museo de Neanderthal, en Mettmann; del 28 de febrero hasta el 10 de mayo de 2009 en el Museo Arqueológico nacional de Baden-Württemberg en Constanza y del 26 de abril de 2011 hasta el 8 de enero de 2012 en el Museo de la batalla del bosque de Teutoburgo en Kalkriese .
En julio de 2008 se inauguró una placa informativa en el yacimiento como parte de una ruta histórica en Talheim, que explica las circunstancias del descubrimiento y el hallazgo.